# Klamath (fiume)
Il fiume Klamath (inglese: Klamath River, Karuk: Ishkêesh, Klamath: Koke) nasce nell'Oregon sudorientale e scorre per circa 423 km attraverso la California settentrionale, tagliando la Catena delle Cascate (Cascade Range) prima di gettarsi nell'oceano Pacifico. Il fiume raccoglie le proprie acque in un ampio bacino idrografico di 40.795 km², che spazia dalle regioni desertiche del Gran Bacino alle foreste umide temperate della costa del Pacifico.
Il Klamath è uno dei più importanti fiumi della costa occidentale del Nordamerica a sud del Columbia in cui ha luogo la migrazione del salmone. L'uomo ha abitato stabilmente il bacino del fiume negli ultimi 7.000 anni. Prima dell'intervento dell'uomo sul suo corso, il fiume era in grado di sostenere una natura abbondante e rigogliosa e le vaste paludi di acqua limpida presenti nella porzione superiore del bacino costituivano un rifugio per migliaia di uccelli migratori. I primi europei ad aver visitato la regione furono cacciatori di pellicce della Hudson's Bay Company negli anni venti dell'Ottocento, che tracciarono la Siskiyou Trail lungo il Klamath ed il Trinity per giungere alla valle del Sacramento. Gli ultimi giorni della Corsa all'oro della California vide crescere il numero di minatori che giunsero nella regione del Klamath in cerca di oro. Battelli a vapore solcarono per un breve periodo le acque dei grandi laghi presente nella porzione superiore del bacino prima che nella zona giungessero gli agricoltori, nel XIX e XX secolo. Lo sviluppo di attività industriali nelle regioni superiori del bacino condusse alla costruzione di numerose dighe, che hanno determinato un'alterazione della portata del fiume a valle, oggetto anche di recenti contestazioni.
Poiché il Klamath possiede ancora lunghi tratti di rive incontaminate in California, è divenuto un famoso luogo di villeggiatura. Il suo bacino include ampie porzioni della Klamath National Forest e della Six Rivers National Forest. Tuttavia, varie volte, il Klamath è stato indicato come un'importante fonte di acqua per la sua portata generosa - una rarità nella California settentrionale - e, sebbene per ora le porzioni inferiori del bacino del fiume rimangano poco sviluppate, è stato addirittura proposto di deviarne il flusso verso la Valle Centrale per rifornire la regione dell'acqua di cui è carente.

## Corso

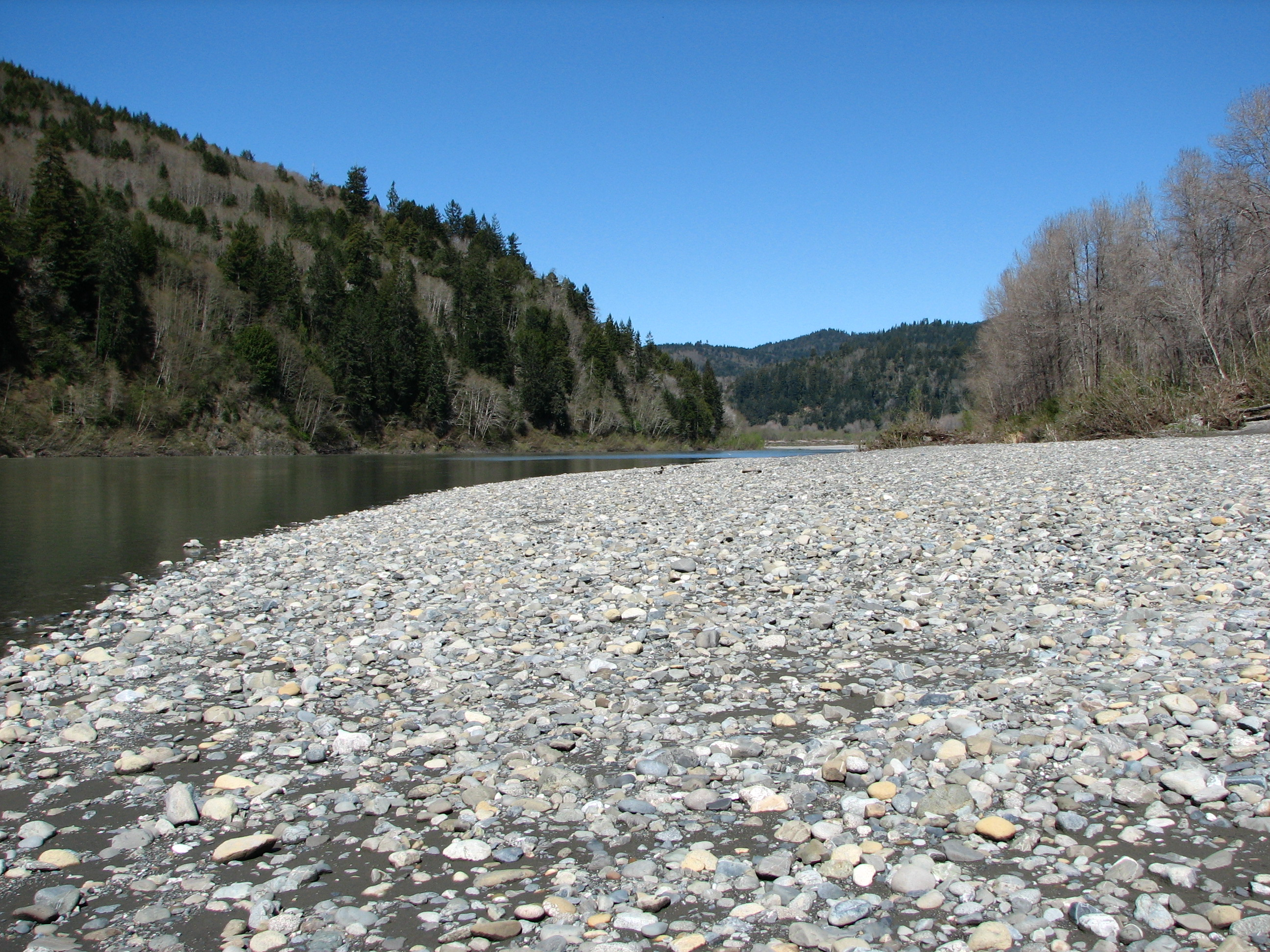
Il Klamath in prossimità della sua foce nel Pacifico, nei pressi della città omonima.

Il lago Klamath Superiore, che riempie un'ampia valle ai piedi del versante orientale della Catena delle Cascate (Cascade Range), è considerato la sorgente del Klamath. Il lago riceve le sue acque da numerosi tributari, che percorrono anche centinaia di chilometri provenendo dal Lago Crater e dal confine tra l'Oregon ed il Nevada. Il primo tratto di 1,6 km del Klamath, che collega il lago superiore con il lago Ewauna, è indicato come il Link. In prossimità del lago sorge la città di Klamath Falls ed il Klamath riceve le acque del fiume Lost. Successivamente attraversa il letto, pressoché asciutto, del lago Klamath Inferiore. Dopo tale attraversamento, il fiume supera una serie di dislivelli attraverso altri tre bacini artificiali prima di attraversare il confine tra l'Oregon e la California e svoltare verso sud in prossimità della città di Hornbrook, dirigendosi verso il Monte Shasta. Ad ogni modo, il fiume cambia presto direzione e svolta verso ovest per ricevere le acque dei fiumi Shasta e Scott, tagliando un profondo canyon nelle Klamath Mountains.
Il percorso tra le High e Western Cascades e le Klamath Mountains costituisce la maggior parte del corso del fiume che lo porta dall'arido clima dell'Oregon High Desert alle foreste umide temperate, sostenute dalle piogge del Pacifico. Dalla confluenza col fiume Scott, il Klamath scorre verso ovest finché non compie una netta svolta verso sud in prossimità di Happy Camp. Da lì presenta delle rapide mentre attraversa la Klamath National Forest, riceve le acque del fiume Salmon ed attraversa la città di Orleans. A Weitchpec, raggiunto il punto più a sud del proprio corso, sterza fortemente verso nord ed alla confluenza col fiume Trinity si determina una netta riduzione della corrente del fiume. Infine, scorre placido verso nord-ovest attraverso la Hoopa Valley e la Yurok Indian Reservation, sfociando nell'oceano 26 km a sud di Crescent City.

## Storia

### Primi insediamenti e colonizzazione europea

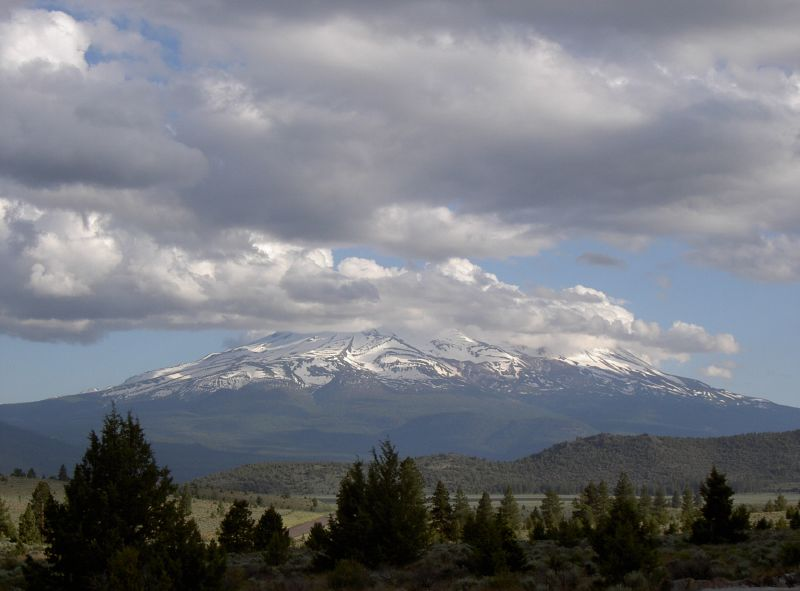
Tribù semi-nomadi abitarono il bacino superiore del fiume, di cui qui ne è proposta una parte.

La presenza umana nel bacino del Klamath data a circa 7.000 anni fa. Molte tribù di nativi americani che popolavano le rive sfruttavano la disponibilità di salmoni nelle acque del fiume, seconda solo a quella del Columbia. Gli Yurok, gli Hupa ed i Karuk abitavano i canyon del bacino inferiore del fiume; i Modoc, i Klamath e gli Yahooskin le aride valli del bacino superiore. Controllando 48 km circa del fiume ed un ampio tratto delle coste sul Pacifico della California settentrionale, gli Yurok erano probabilmente la tribù più potente e con gli Hupa ed i Karuk pescavano salmoni nel fiume con briglie, canestri ed arpioni. Un antico sito di pesca ben noto è Ishi Pishi Falls, una sequenza di rapide in prossimità della confluenza con il Salmon. I gruppi del bacino superiore, invece, erano cacciatori-raccoglitori nomadi e non dipendevano altrettanto dai salmoni. Il nome attuale fu registrato dagli Europei nel XIX secolo e derivò, probabilmente, dalla parola klamet o dai Klamath. Prima di allora, le popolazioni indiane usavano vari nomi per il fiume, tra i quali Ishkêesh e Koke.
Nei tardi anni venti dell'Ottocento, cacciatori di pellicce della Hudson's Bay Company raggiunsero la valle del Klamath procedendo verso sud da Fort Vancouver. La squadra guidata da Alexander McLeod fu la prima ad avvistare il fiume nell'inverno del 1826-1827. Entro pochi anni, la maggior parte dei castori che abitavano sulle rive del fiume furono catturati. Le dighe dei castori svolgevano un ruolo assai importante nell'ecologia del fiume: creavano e mantenevano estese zone umide e moderavano la potenza delle alluvioni. Alla scomparsa dei castori, di conseguenza, seguirono alluvioni invernali più potenti ed aumentò l'erosione delle rive. Le squadre di cacciatori, ad ogni modo, si spostarono ulteriormente verso sud, nella valle del Sacramento ed aprirono la Siskiyou Trail, una pista che collegava il Territorio dell'Oregon con la Baia di San Francisco. Gli estesi e fertili prati che sostituirono le pozze dei castori, attirarono, in seguito, numerosi coloni nella regione.
Nei successivi anni cinquanta, nel periodo della corsa all'oro, cercatori d'oro giunsero anche sulle Klamath Mountains e sulle Trinity Alps, quando depositi di oro, originati da attività vulcanica nelle Klamath Mountains stesse, furono scoperti lungo il Klamath, il Trinity, il Shasta ed altri fiumi della California settentrionale. Il primo filone fu scoperto nella primavera del 1850 lungo il Salmon Creek ed a esso seguirono le scoperte di grandi quantità d'oro presso French Gulch e Yreka. Diversi toponimi del Bacino del Klamath - tra i quali quello del fiume Scott - trovano la loro origine in questo periodo. Depositi d'oro sono ancora presenti nel bacino, che è stato sede di miniere ben oltre la fine della corsa all'oro.

### Primo sviluppo industriale

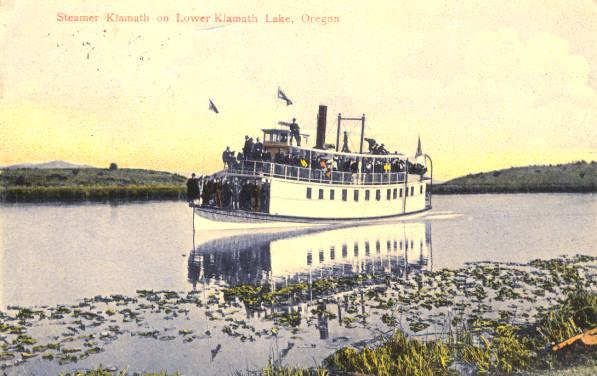
Il Klamath sul lago Klamath Inferiore, nel 1908

All'inizio del Novecento, alcuni battelli a vapore operarono sul lago Klamath Inferiore, stabilendo il collegamento tra la contea di Siskiyou e la città di Klamath Falls. Dal 1905 al 1909 i battelli completarono il percorso di una ramo ferroviario secondario che seguiva il fiume McCloud. Nel 1909 fu completato il collegamento con Klamath Falls su ferrovia, attraverso la circumnavigazione del lago; i battelli a vapore caddero in disuso e il lago stesso fu ampiamente prosciugato.
Nel secondo e terzo decennio del Novecento, nell'alta valle del Klamath operarono imprese di disboscamento industriale, soprattutto intorno al lago Klamath Superiore. La Great Northern Railway e la Southern Pacific Railroad costruirono insieme una linea ferroviaria lungo la costa orientale del lago che permetteva il trasporto dei tronchi dal lato settentrionale ad una segheria sita a 4,8 km (misurati lungo il fiume) dallo sbocco del lago. In questo periodo furono attuate operazioni di bonifica di molte delle paludi stagionali che circondavano il lago, allo scopo di utilizzare i terreni così guadagnati per ospitare e trattare il legname. Nel 1919 fu costruita la prima diga, in legno, sul fiume Link, allo sbocco del lago Klamath Superiore, determinandone un incremento di livello di circa 5 m. I battelli a vapore continuarono a solcare il lago fino al 1928, anno in cui molte delle imprese di taglio e lavorazione del legname cessarono le attività.
Con l'industria del legname in declino, l'interesse economico nell'area lentamente si focalizzò sull'agricoltura. Il Klamath Reclamation Project, istituito agli inizi del XX secolo dal Bureau of Reclamation, portò alla costruzione di due dighe sul fiume ed a diverse altre sui suoi tributari, così come al prosciugamento del lago Tule e del lago Klamath Inferiore. Fu inoltre consentita la costruzione di dighe a privati e negli anni cinquanta del Novecento la PacifiCorp e la California-Oregon Power Company (Copco) costruirono altre tre dighe sul fiume, a valle delle due precedenti. Da ciò nacque un esteso dibattito sulla qualità delle acque delle sezioni finali del fiume e delle implicazioni che ciò avrebbe determinato sulla migrazione annuale dei salmoni.

### Controversia sulla salvaguardia dei salmoni
Storicamente, quello del Klamath era il "terzo sistema fluviale degli Stati Uniti per ricchezza di salmoni". L'eutrofizzazione e l'incremento della temperatura delle acque determinato dalla costruzione delle dighe rappresentano un peggioramento delle condizioni per la migrazione dei salmoni, soprattutto negli anni di siccità. Lo sfruttamento per l'agricoltura delle acque del bacino superiore del fiume, la deviazione quasi totale di quelle del Trinity, ed i progetti per l'irrigazione che stanno interessando gli affluenti dei fiumi Shasta e Scott hanno ridotto la portata del fiume Klamath anche in quei periodi, primaverile ed autunnale, interessati dal transito dei salmoni (rispettivamente in discesa ed in risalita). Negli anni sessanta fu proposto un piano, indicato come Klamath Diversion (Deviazione del fiume Klamath), per deviare l'intero corso del fiume verso la California centrale e meridionale. Il progetto, successivamente abbandonato, avrebbe limitato la presenza dei salmoni agli ultimi 19 km del fiume. Nel 2005, PacifiCorp ha presentato domanda al governo federale degli Stati Uniti per ottenere l'estensione della licenza per altri cinquant'anni per le quattro centrali idroelettriche di sua proprietà presenti sul fiume Klamath, incontrando l'opposizione degli ambientalisti, che avrebbero voluto invece che anche l'alto bacino del fiume fosse reso ai salmoni e che le dighe fossero rimosse.
Dopo due anni di negoziati a porte chiuse tra contadini, rappresentanti delle tribù indiane, pescatori, ambientalisti ed agenzie governative, il 18 febbraio 2009 è stato sottoscritto un accordo condizionante e senza precedenti che prevede l'impegno a procedere verso una razionalizzazione nell'uso delle acque del fiume. Il compromesso raggiunto consiste, in particolare, nella rimozione di quattro dighe idroelettriche, la cui azione interessa 483 km di fiume nell'Oregon meridionale e nella California settentrionale, e in interventi di ripristino ambientale. Il 13 novembre 2008 è stato annunciato un Accordo di principio non vincolante tra PacifiCorp, il Governo federale, la California e l'Oregon. Esso costituisce la prima fase del processo, il cui inizio è previsto nel 2020, che dovrebbe condurre alla rimozione delle dighe di Iron Gate, Copco 1 e 2 e John C. Boyle. PacifiCorp fornirà una parte della somma necessaria, mentre la restante parte, la maggior parte, sarà versata dallo Stato della California. L'accordo prevede che il governo federale fornisca valide previsioni sui costi e sui benefici che potrebbero derivare dalla rimozione delle dighe e di determinare, entro il 31 marzo 2012, se i benefici previsti giustificheranno i costi dell'operazione. Infine, affinché si possa procedere, dovrà giungere duplice approvazione dell'iniziativa da parte del Congresso e dell'elettorato della California.